# Allium hintoniorum
Allium hintoniorum är en amaryllisväxtart som beskrevs av Billie Lee Turner. Allium hintoniorum ingår i släktet lökar, och familjen amaryllisväxter. Inga underarter finns listade i Catalogue of Life.